# بوليمر قابل للتحلل الحيوي

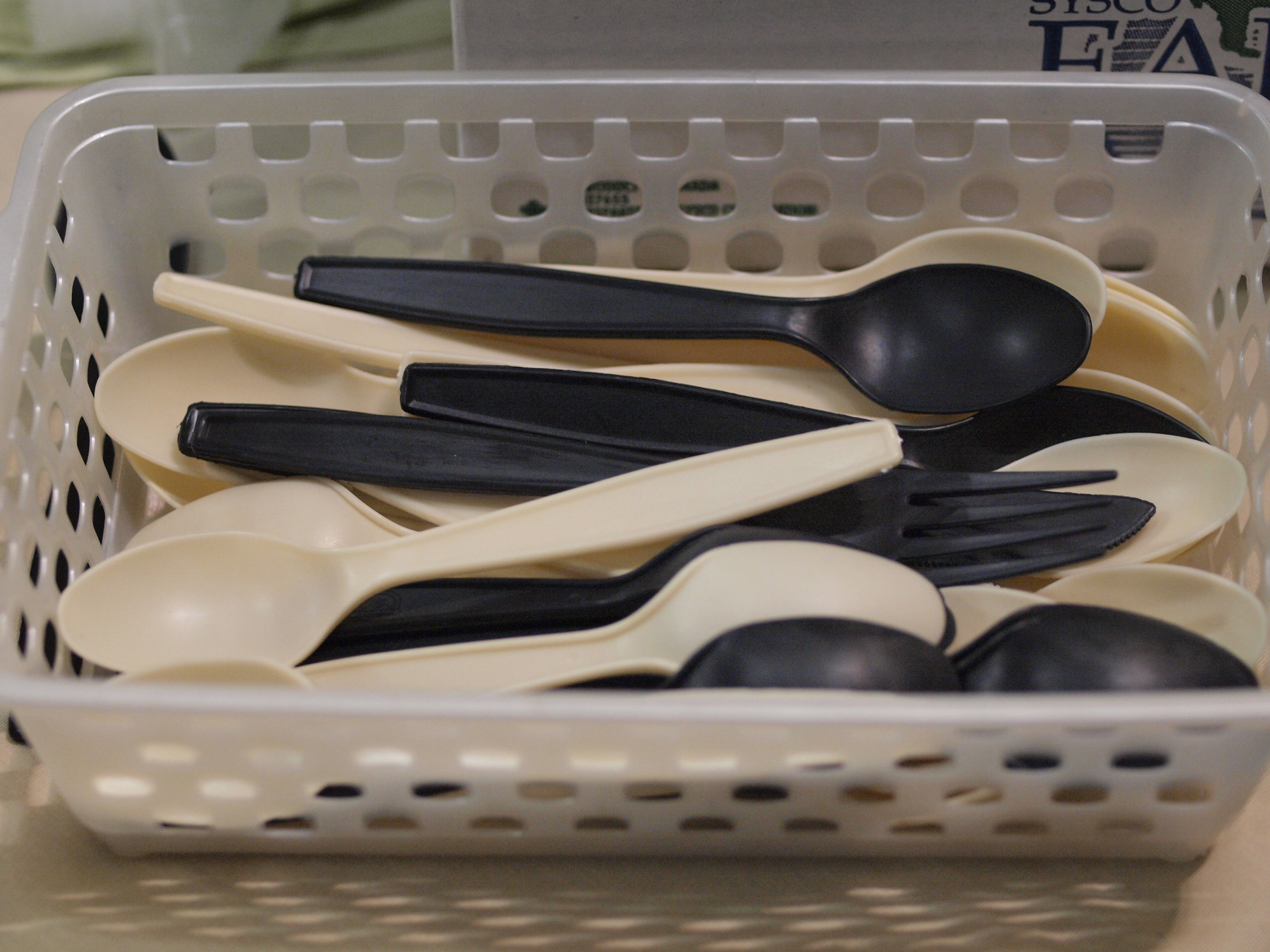

البوليمر القابل للتحلل الحيوي (أو مبلمر قابل للتحلل الحيوي) هي مادة بوليمرية يمكن أن تتدرك أحيائيا داخل أنسجة الجسم، في الدم أو الأمعاء.
البوليمرات القابلة للتدرك أحيائيا تستخدم في الأجهزة الطبية لتجنب إجراء عملية ثانية لإزالتها، أو لإطلاق الدواء تدريجيا.

الاستعمال الطبي الأول: خيوط ألجراحة.